# Mycalesis samina
Mycalesis samina är en fjärilsart som beskrevs av Hans Fruhstorfer 1908. Mycalesis samina ingår i släktet Mycalesis och familjen praktfjärilar. Inga underarter finns listade i Catalogue of Life.